# Port-Cartier
Port-Cartier é uma cidade localizada na região de Côte-Nord, na província canadense do Quebec.